# 早稲田中学校・高等学校
早稲田中学校・高等学校（わせだちゅうがっこう・こうとうがっこう）は、東京都新宿区馬場下町に所在し、中高一貫教育を提供する私立男子中学校・高等学校。高等学校において、生徒を募集しない完全中高一貫校。早稲田大学の系属校である。

## 概要
坪内逍遥・市島謙吉・金子筑水らが大隈重信の教育理念に基づき、東京専門学校（現：早稲田大学）関係者と大隈重信の尽力により1895年（明治28年）創立。古くから「東洋のイートン校」を標榜しており、「人格の独立」を謳っている。
校名に「早稲田」を冠したのは本校が大学よりも先である。創立以来上級学校への進学を目的としており、帝国大学をはじめ各上級学校で同窓組織である「早中会」が多数結成された事実からも、早稲田大学とは独自の志向をしていたことが分かる。
敗戦直後、早稲田大学の附属校とすべく生徒・保護者・若手の教職員らが運動を起こしたが、伝統と独立を重んじる理事会と教職員らによって鎮静化され、附属・系属校となる早大系列の他学校（早稲田大学高等学院、早稲田実業学校）とは別の路線を歩むことになる。
1979年4月、早稲田大学の系属校となり、教育のさらなる充実と発展を図る。これにより、1982年以来卒業生の早稲田大学への推薦入学を開始することとなる。推薦枠は学部ごとに決まっており、その合計は約50名だった（当時の卒業生は約350名）。早稲田大学側の学部再編や定員枠の増幅により、幾度か制度要項が改訂され、現在の推薦入学定員は167名と学年の半分強である（1学年は約300名）。
制服は男子校の伝統でもある金ボタン5個の黒学ラン（標準型学生服）。
中学入試は2000年度まで2月1日の1回入試を実施してきたが、2001年度より2月3日に2回目の入試を行っている。現在、高校入試は実施していない。

## 教育

### 教育目標
- 誠
- 個性
- 有為の人材
- 人格の独立

### カリキュラム
本校の中高一貫教育では、中1および中2の前期2年を「生活習慣と学習の基礎を固める時期」、中3および高1の中期2年を「実力養成時期」、高2および高3の後期2年を「応用力完成時期」と区分する「2-2-2制」を採用している。また、高2に進級時に文系コースと理系コースに分かれ、高2修了までに「高等学校で学習する基礎的教科・科目の学習が一通り修了」する加速式学習法（先取り学習）を導入している。

### 進路
1学年約300名中、早稲田大学への推薦入学の定員は167名であるが全ての枠を使い切ることが近年はなく、例年学年の約半分が早稲田大学へ推薦入学している。また、他の国公立大学や医歯薬系大学へ志望する生徒も多い。

## 年表
- 1895年（明治28年）- 11月3日、早稲田尋常中学校の創立決定。この日を創立記念日とする。
- 1896年（明治29年）- 開校。
- 1897年（明治30年）- 地方出身者のために寄宿舎を設ける。
- 1898年（明治31年）- 社団法人早稲田中学校となる。
- 1900年（明治33年）- 補修科を設置。
- 1901年（明治34年）- 早稲田実業中学（翌年早稲田実業学校となる）が校舎内に開校（1904年に大学敷地に移転）。
- 1903年（明治36年）- 補修科を早稲田高等予備校（各種学校扱い）に改組。
- 1904年（明治37年）- 寄宿舎を廃止。その跡地は1907年より2001年の間、早稲田実業学校が校地として使用した。
- 1921年（大正10年）- 校歌制定（第一校歌）。
- 1924年（大正13年）- 早稲田中等夜学校開校。勤労生徒を対象にした4年制の各種学校。
- 1932年（昭和07年）- 中等夜学校を閉じる。
- 1941年（昭和16年）- 財団法人に改組。
- 1942年（昭和17年）- 米軍のB-25爆撃機が投下した焼夷弾が当時中学4年生1名に直撃し死亡した。
- 1944年（昭和19年）- 高等予備校を廃止。
- 1947年（昭和22年）- 学制改革により、新制早稲田中学校開校。
- 1948年（昭和23年）- 新制早稲田高等学校開校。
- 1951年（昭和26年）- 学校法人に改まる。
- 1964年（昭和39年）- 新校歌制定（第二校歌）。
- 1979年（昭和54年）- 「早稲田高等学校を早稲田大学の系属校とすることの合意書」に調印。
- 1992年（平成04年）- この年をもって高校入試が打ち切られる。
- 1993年（平成05年）- 高等学校生徒募集停止、完全中高一貫校化。
- 2000年（平成12年）- 新中学棟竣工。

## 象徴

### 校歌
第一校歌は、作詞は本校の創始者坪内逍遙、作曲は早稲田大学「都の西北」の作曲者でもある東儀鉄笛によるもの。第二校歌は、作詞は本校卒業の西條八十、作曲は早稲田大学応援歌「紺碧の空」の作曲者でもある古関裕而が手掛けた。

## 学校行事
興風祭（文化祭）
毎年9月下旬 - 10月上旬の2日間に行われる文化祭で、近年では約20,000人もの来場者が訪れる。来場者数は中高一貫校の中でもトップクラスである。そこで生徒たちは各種の部活による展示、模擬店、演劇、校庭ステージでのダンスやクイズ大会、ラップバトルといったパフォーマンスなど様々な企画をしてイベントを盛り上げていく。生徒が主導して企画・運営がなされる。
夏休みや直前の準備期間に作業をする。
体育大会
毎年5月上旬の2日間に実施され、クラス対抗の、スポーツ大会やリレー大会など行われる。生徒たちにより自主的に企画・運営される。この体育大会によってクラスのまとまり、生徒間の結束が強まることが期待されている。
学習林間
2022年まで毎年8月に高3希望者を対象に、鈴蘭寮（長野県富士見町の入笠山にある）にて実施されていた林間学校。
希望する大学合格を目指して午前8時から午後10時まで約10時間ほど、自学自習を行う。昼の休憩時間にはみんなで近くの入笠山のハイキングや登山をして気分転換をして楽しむ。
鈴蘭寮は2022年を以て閉鎖となった。林間学校は鈴蘭寮以外の場所で時期は10月、対象も中1とした2泊3日の宿泊行事に変更された。
サマーキャンプ
中2以上を対象に入笠山でアウトドアキャンプを行う。、アウトドアクッキングなどをして友情を深め、自然を楽しむ。
スキー学校
中2の希望者を対象に志賀高原の熊の湯スキー場・横手山スキー場で3泊4日のスキー教室が行われている。
関西研修
毎年6月に高2を対象に京都・奈良に3泊4日の旅行に行く。班ごとに分かれて行動し、関西地方の歴史や文化、自然、街並みなどを散策して楽しむ。旅行の後、旅行の成果を「関西研修報告書」としてまとめる。教員の引率は基本的になく、予算制限もなく、門限にさえ間に合えば基本的に自由行動となっている。
講習
春、夏、冬の長期休暇期間中に行われる。中1から高2までは「促進講習」と呼ばれ、英語・数学・国語を中心にした講習が行われる。ゲーム理論や、マニアックな古文などの講習を行う教師もおり、中学生の頃から講習に親しみ覚えることができるような教育が行われている。高3では、英語、数学、現代文・古文・漢文、地理・歴史・公民で大学入試のための演習が行われる。
利根川・荒川歩行
利根川上流から犬吠埼灯台までの150㎞以上の距離を生徒たちが中学高校6年間かけて完歩する行事、または荒川上流から河口までを6年間かけて歩く行事。
利根川歩行の実施と荒川歩行の実施が、入学年度により1年ずつずれている。

## 部活動
17の運動部、12の学芸部、11の同好会がある。なかでも、硬式野球部は古豪として知られている。大正時代前半、中等学校野球東京大会が開催される頃まで、早稲田実業ではなく本校が慶應義塾普通部と並ぶ都下の野球強豪校に位置づけられていた。
また本校ではかつて聖書研究会も存在した。
（以下における「X」はかつてTwitterと称されたSNSのことを指す。）
運動部
- 陸上競技
- サッカー
- 硬式庭球
- ソフトテニス
- 硬式野球
- 軟式野球
- バスケットボール
- バレーボール
- バドミントン
- フェンシング
- 剣道
- 卓球 (X)
- 弓道
- 水泳
- ワンダーフォーゲル
- スキー

学芸部
- 物理研究 (X 早稲田中学高等学校物理研究部 - YouTubeチャンネル)
- 化学研究
- 地学
- 吹奏楽 (X)
- 歴史研究 (X)
- 鉄道研究 (X ブログ 旧HP)
- 将棋
- 軽音楽 (X)
- クイズ研究 (X)
- PCプログラミング部（X 興風祭）
- 弦楽 (X)
- 生物園芸 (X)
- サイクリング部

同好会
- 美術
- 釣り研究 (X)
- マジック (X)
- 折り紙 (X)
- アイスホッケー
- 数学研究
- 英会話 (X Instagram)
- 文芸
- 模型
- 囲碁
- 柔道

## 入試
- 入試日は2回あり、第1回の募集人員は200人、第2回の募集人員は100人。いずれも国語、算数、社会、理科で判定される。

## 交通アクセス
- 東京メトロ東西線、早稲田駅から徒歩1分
- 東京メトロ副都心線、西早稲田駅から徒歩15分
- 都電荒川線、早稲田駅から徒歩10分

## 関連書籍
- 岩城謙二著『戦ふ教室』1943年発行
- 早稲田中・高等学校『早稲田中学校創立六十周年記念録』1955年発行
- 早稲田中・高等学校『早中七十周年記念録』1965年発行
- 早稲田中・高等学校校史編纂委員会著『百年の軌跡：早稲田中学校早稲田高等学校』1995年発行
- 早稲田中・高等学校校史編纂委員会著『百年の蛍雪：早稲田中学校早稲田高等学校』1996年発行
- 梅澤宣夫著『早稲田田圃の学舎で：早稲田中学校をめぐる人々 早稲田中学校・高等学校創立百十周年記念』早稲田大学出版部、2006年発行